# Kalkovenbrug
De Kalkovenbrug is een houten brug in centrum van de Belgische stad Kortrijk. De brug overspant de oude arm van de rivier de Leie en verbindt de Damkaai en Guido Gezellepad. De Kalkovenbrug bevindt zich tussen de Dambrug en de Broelbrug.
Broelbrug · Budabrug · Brug over Sluis 11 · Collegebrug · Dambrug · De Drie Duikers · Gentbrug · Gerechtshofbrug · Groeningebrug · Kalkovenbrug · Kasteelbrug · Leiebrug · Luipaardbrug · Noordbrug · Overzetwegbrug · Reepbrug · Ronde van Vlaanderenbrug · Spoorwegbrug Kanaal · Viaduct R8 (Harelbeke) · Viaduct R8 (Marke) · Viaduct R8 (Stasegem)